# Loewe Technology
Koordinaten: 50° 14′ 0″ N, 11° 20′ 6,1″ O
Loewe Technology ist ein deutscher Hersteller von Unterhaltungs- und Kommunikationstechnik. Das ursprüngliche Vorgängerunternehmen Radiofrequenz GmbH wurde 1923, im Jahr der Einführung des Hörfunks in Deutschland, von den Brüdern David Ludwig Loewe (1884–1936) und Siegmund Loewe in Berlin gegründet.
Im Laufe seiner über 100-jährigen Geschichte wechselten Unternehmensname und Rechtsform mehrfach. Der Verwaltungssitz und die Produktionsstätte ist im oberfränkischen Kronach, der rechtliche Sitz befindet sich dagegen in Frankfurt am Main. Loewe produziert seit seiner Gründung in Deutschland und ist damit einer der wenigen verbliebenen Fernsehhersteller mit Sitz in Europa. Zum Sortiment gehören neben Fernsehgeräten auch Audio-Produkte, Lautsprecher-Systeme und Aufstelllösungen.

## Geschichte

### Gründung 1923 bis zum Ende der Weimarer Republik

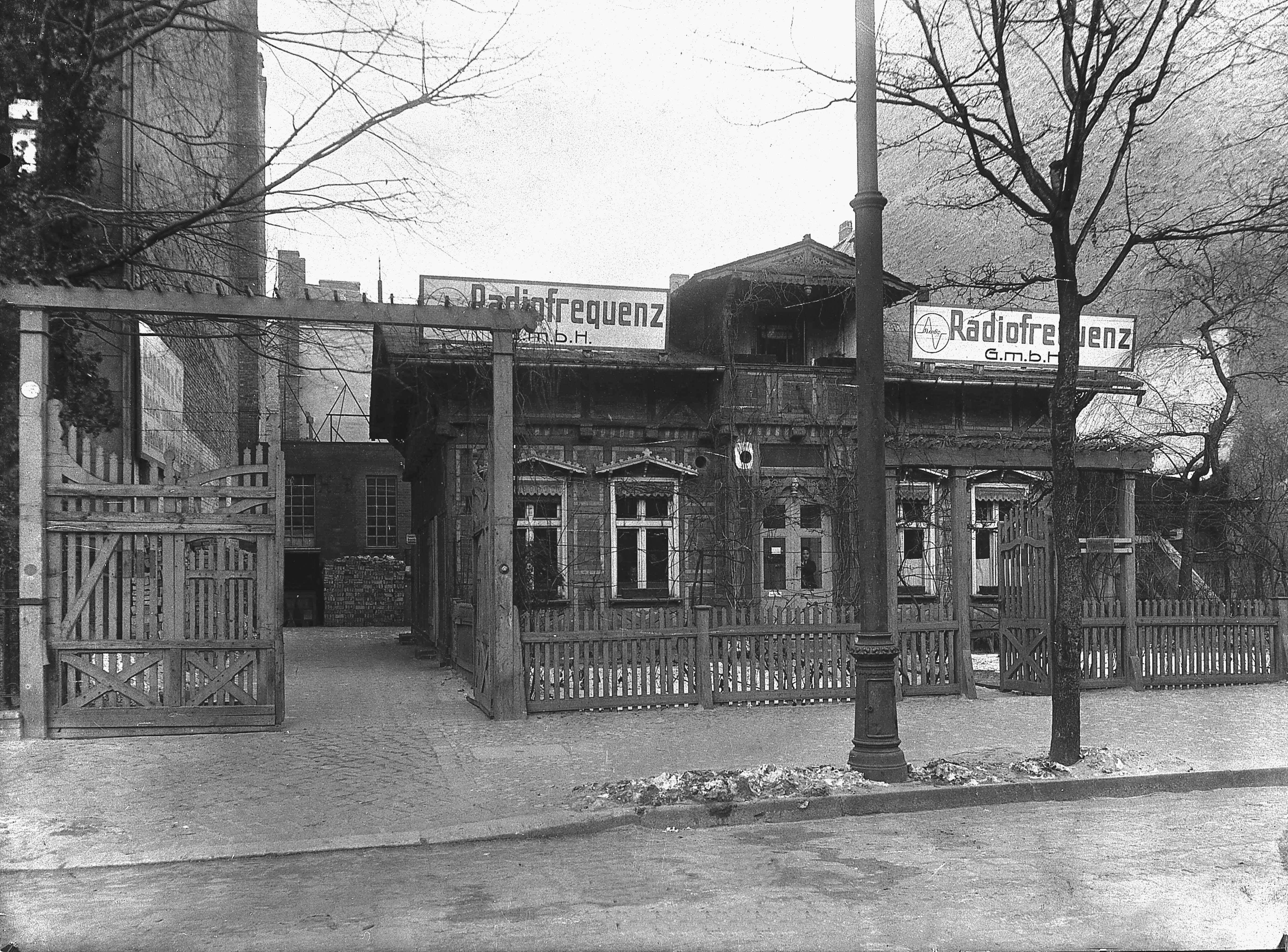
Loewe-Stammhaus 1923 in Berlin-Friedenau, Niedstraße 5

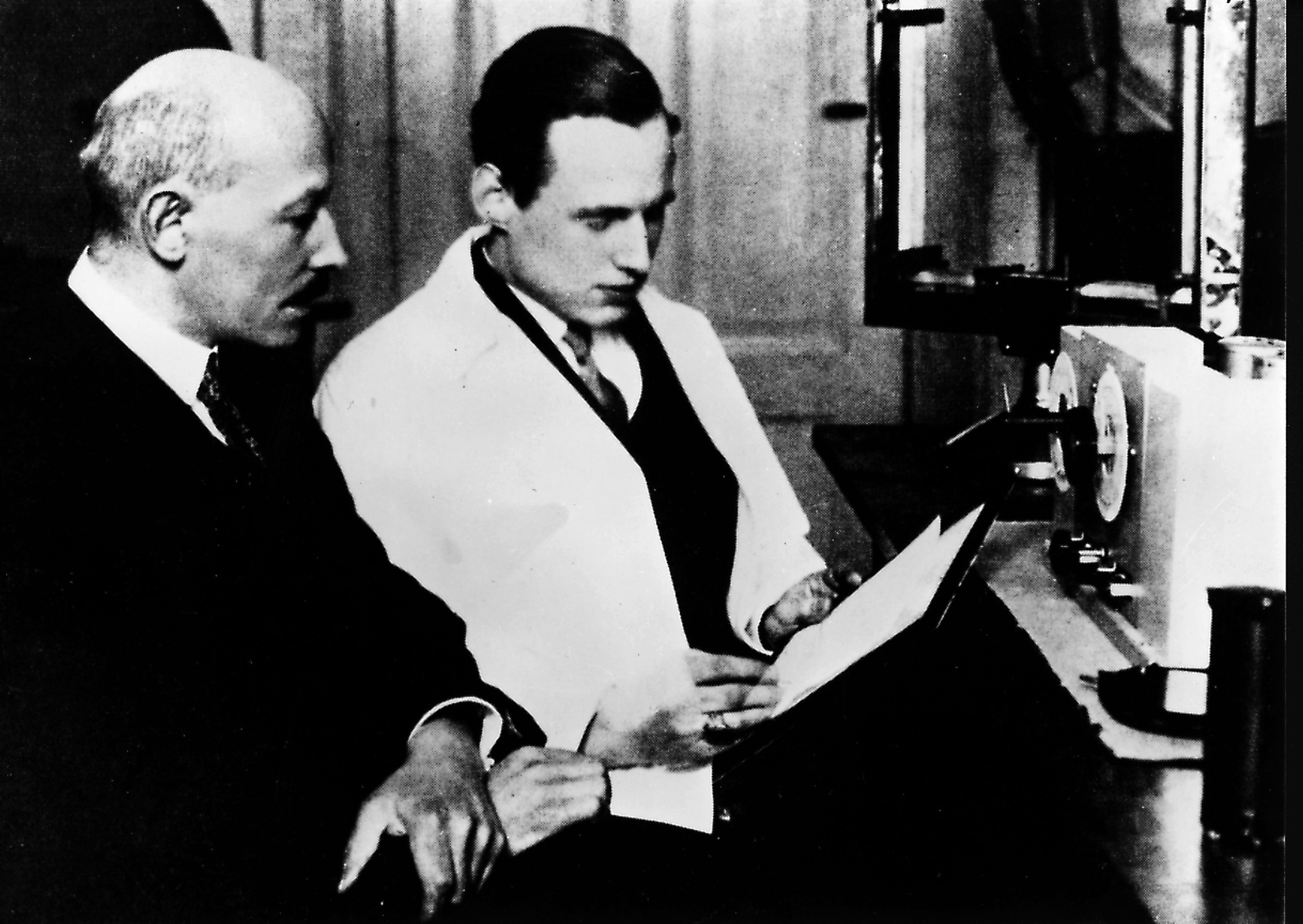
Siegmund Loewe und Manfred von Ardenne, 1928

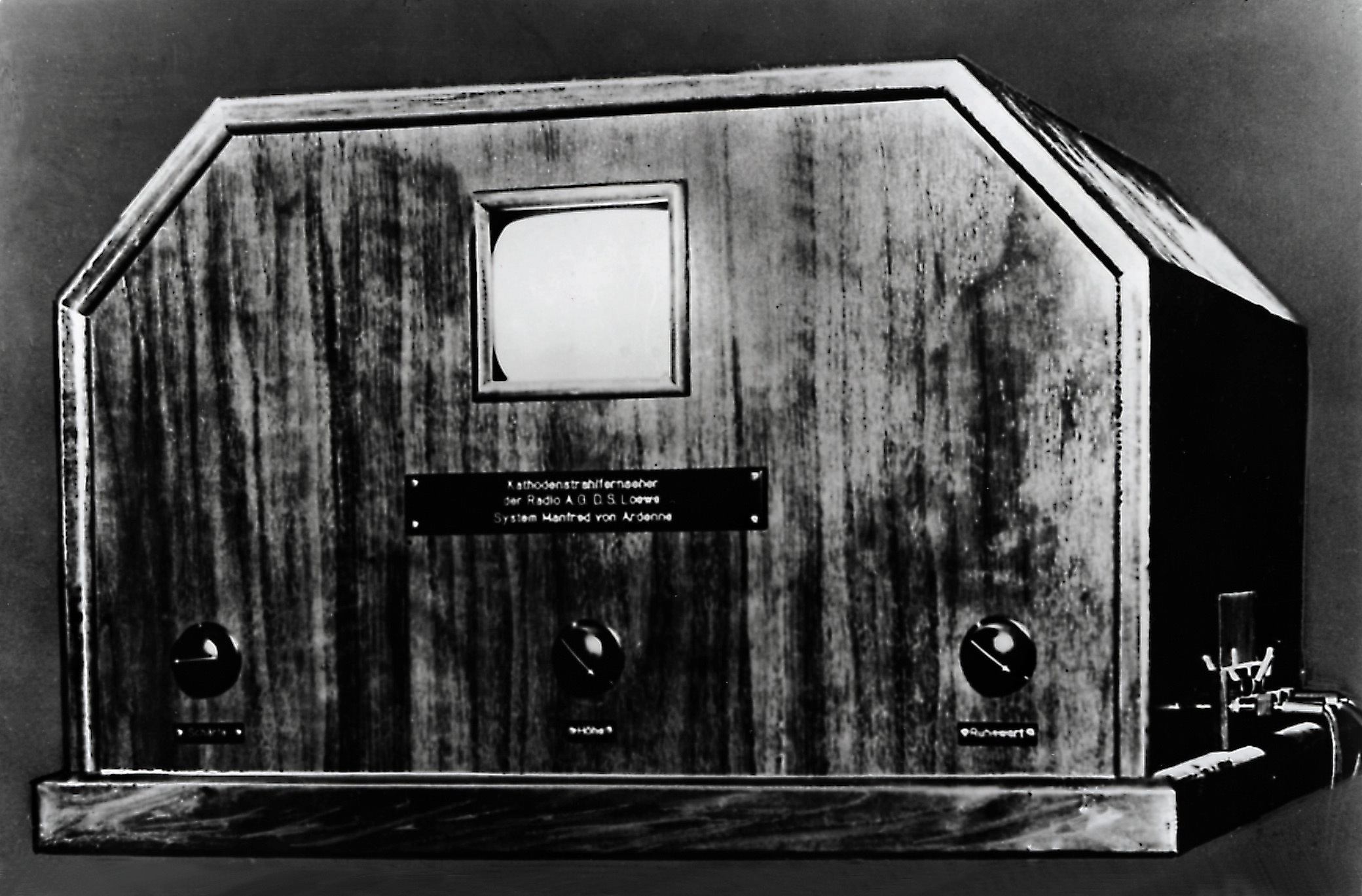
Erster Loewe-Fernseher, 1931

Am 22. Januar 1923 gründeten die Brüder Loewe die Radiofrequenz GmbH in den Räumlichkeiten der ehemaligen Mechanischen Werkstatt Grüttner & Lütgert Berlin in Berlin-Friedenau, Niedstraße 5 ⊙. Im Oktober 1923 wurde die Loewe-Audion GmbH zur Herstellung der Elektronenröhren gegründet. Es folgte bald darauf die Loewe Radio GmbH zur Produktion von Lautsprechern und Widerständen. Im Frühjahr 1924 wurde am Teltowkanal im Bezirk Steglitz (Ortsteil Lankwitz, Wiesenweg 10 ⊙) ein Werk für die Einzelteil- und Empfängerfertigung errichtet. Im selben Jahr wurde die Eudarit-Pressgut GmbH dem Loewe-Konzern angeschlossen. Das Unternehmen spielte eine besondere Rolle durch seine technischen Innovationen, die Einfluss auf die Entwicklung der gesamten Radio- und Fernsehindustrie in Deutschland hatten. Die technischen Entwicklungserfolge hatte Siegmund Loewe zu verantworten, der von dem Autodidakten Manfred von Ardenne (1907–1997) unterstützt wurde.
Ab 1926 wurde der Loewe-Ortsempfänger OE 333 produziert. Er benutzte bereits die von Loewe und Manfred von Ardenne entwickelte Dreifachröhre 3NF, eine patentierte Mehrfachröhre. In ihr waren außer drei Triodensystemen auch vier Widerstände und zwei Kondensatoren untergebracht, die ein komplettes Gleichrichter- und Verstärkersystem mit Endstufe zum Betrieb des Lautsprechers bildeten. Die 3NF stellte somit einen der ersten integrierten Schaltkreise dar. Der Empfänger OE 333 verkaufte sich hunderttausendfach und bedeutete den Durchbruch für Röhrengeräte am deutschen Markt. Seine Stückzahlen wurden erst durch den Volksempfänger VE 301 übertroffen.
1929 erfolgte der Beginn der Fernsehentwicklung bei Loewe und gemeinsam mit der Robert Bosch AG (ab 1937 GmbH), Zeiss Ikon und dem britischen Fernsehpionier John Logie Baird die Gründung der Fernseh AG (ab Oktober 1939 Fernseh GmbH) im Goerzwerk Berlin-Zehlendorf, Goerzallee 299. Die Loewe-Fertigungsstätten wurden in Berlin-Steglitz gebündelt und 1930 die Loewe-Firmen unter der neugegründeten Radioaktiengesellschaft D.S. Loewe vereint. Aus diversen Verstärker- und Kathodenstrahlröhren entstand in dem mit Loewe verbundenem Labor von Manfred von Ardenne in Berlin-Lichterfelde 1930 die erste, elektronische Übertragungseinheit. Am 22. August 1931 wurde auf der 8. Großen Deutschen Funk-Ausstellung sein Flying Spot Scanner (Leuchtfleck-Abtaster) vorgestellt. Die New York Times berichtete auf der Titelseite über die Erfindung. Diese elektronische Fernseh-Übertragungseinheit unter Verwendung von Kathodenstrahlröhren gilt bis heute als Grundlage der bekannten Fernsehtechnologie. Das Original befindet sich im Deutschen Museum München. Zwischen 1930 und 1935 meldete Loewe weltweit die meisten Fernsehpatente an. Loewe hatte sich damit in wenigen Jahren „bis zur Machtübernahme durch die Nationalsozialisten eine aussichtsreiche Basis in der deutschen Rundfunkgeräteindustrie aufgebaut“.

### Unter dem Nationalsozialismus
Auf Grund seiner jüdischen Abstammung väterlicherseits wurde David Ludwig Loewe vom NS-Regime 1933 zum Rückzug aus dem Vorstand der Gesellschaft gezwungen. Er emigrierte und verkaufte ein Jahr später seinen Aktienanteil an seinen in Deutschland verbliebenen Bruder Siegmund Loewe. Dieser musste 1938 mit der Arisierung der Radio AG D.S. Loewe ebenfalls emigrieren und ging in die USA. Ab 1939 stellte Loewe hauptsächlich Funktechnik für die Luftwaffe her und gelangte 1940 in den Besitz des Reichsluftfahrtministeriums. 1940 erfolgte die Umfirmierung in Löwe Radio AG und, um die letzten Erinnerungen an die jüdischen Firmengründer ganz zu tilgen, zum 1. August 1942 in Opta Radio AG.
Im April 1941 wurde die auf Körting zurückgehende Leipziger Funkgerätebau GmbH der Löwe Radio AG als Löwe-Radio AG, Werk Leipzig angegliedert. Im selben Jahr übernahm Löwe auch die Berliner Peter Grassmann Metallwarenfabrik. Ab 1943 wurden sogenannte Verlagerungswerke in Görlitz, Grünberg und Goldberg in Schlesien sowie in Altenburg, Oberlungwitz, Wüstenbrand und Wolkenburg in Sachsen errichtet. Kurz vor Beginn der Schlacht um Berlin erfolgte im März 1945 die Verlagerung eines Maschinenparks nach Küps bei Kronach. Laut dem American Jewish Committee beschäftigte das mittelbar reichseigene Unternehmen während des Nationalsozialismus Zwangsarbeiter. Loewe hat dies historisch aufarbeiten lassen und zählt zu den rund 6.500 deutschen Unternehmen, die sich an der Stiftungsinitiative der deutschen Wirtschaft beteiligt haben.

### Nach dem Zweiten Weltkrieg

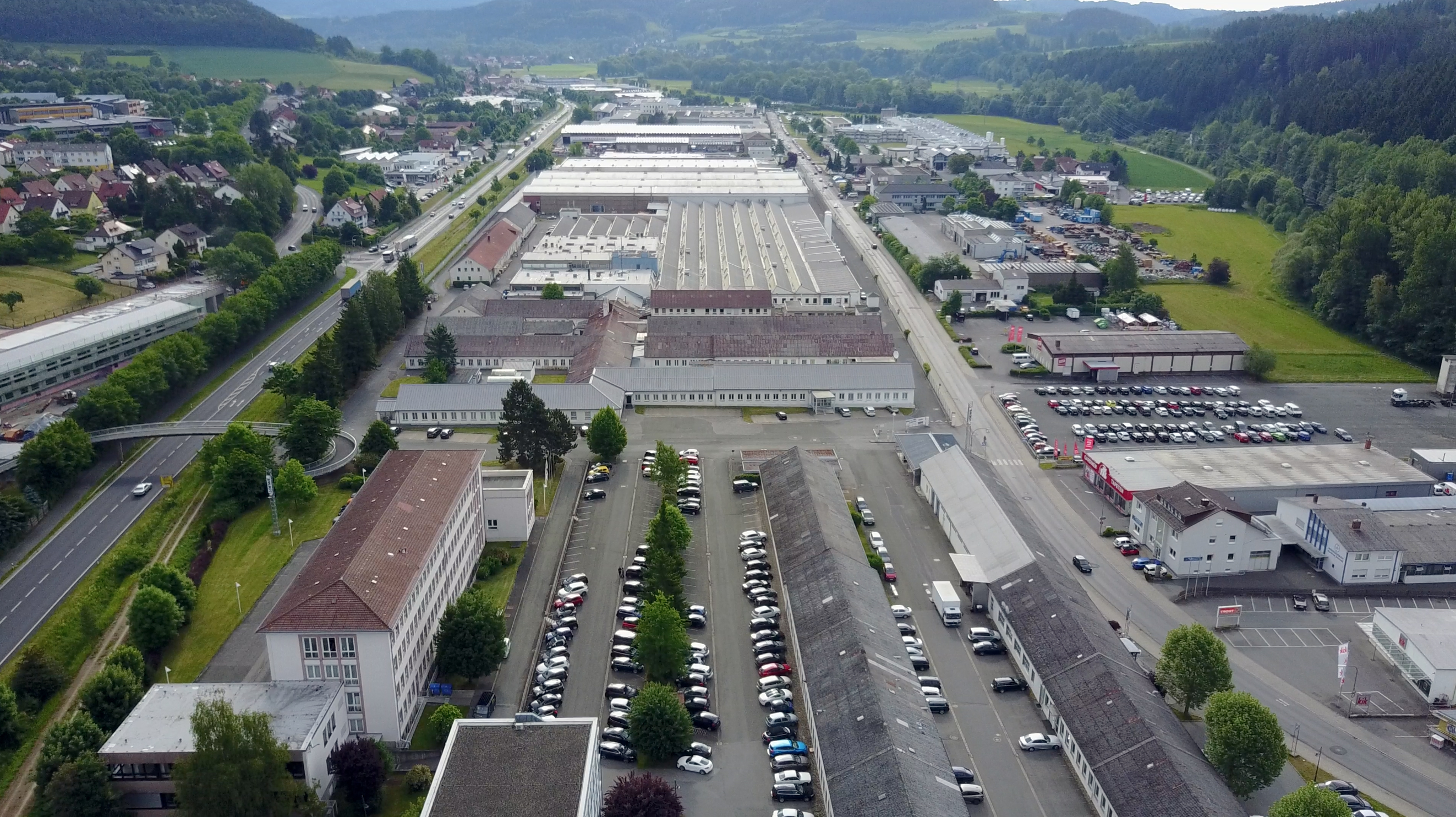
Teilansicht des Loewe-Werks in Kronach

Schon 1946 nahmen die Opta-Werke in Küps, Berlin und Leipzig ihre Produktion wieder auf und fertigten die ersten Nachkriegsgeräte und Röhren. In Düsseldorf wurde Ende 1946 ein weiteres Werk gegründet. 1948 schieden die ostdeutschen Werke aus dem Unternehmensverbund aus. In Oberfranken wurde die Produktion von Küps nach Kronach auf das heutige Werksgelände verlegt. 1949 wurden die Westberliner und westdeutschen Unternehmensteile vollständig an Siegmund Loewe rückerstattet und die Firma in Loewe Opta AG geändert. Seine Erben veräußerten das Unternehmen 1962 unter größter Geheimhaltung an den Philips-Konzern.
1964 wurde die Tochter Loewe Opta GmbH gegründet. In ihr wurden unter anderem die Bereiche Entwicklung, Fertigung, Vertrieb und Marketing gebündelt. 1978 beendete Loewe die hauseigene Radioproduktion. Das Stammwerk Berlin-Steglitz wurde im darauf folgenden Jahr aufgelöst und der Unternehmenssitz von Berlin nach Kronach verlegt. Im Februar 1981 stellte Loewe der Presse den ersten Stereoton-Fernseher Europas vor.
Nach Bekanntwerden der Philips-Beteiligungen an Loewe trennten sich Philips und die mit Philips verbundenen Unternehmen 1985 von allen ihren Anteilen. Die Loewe Management GbR (Gesellschaft leitender Mitarbeiter der GmbH) erwarb 51 % der Anteile an Loewe. Von den übrigen 49 % gingen 26 % an die Technologie-Investitions GmbH & Co. KG und 23 % an den Automobilhersteller BMW. In Kooperation mit BMW wurde ein neuer Geschäftsbereich Automobilelektronik gestartet. 1991 beteiligte sich der japanische Konzern Matsushita (Panasonic) an Loewe und übernahm 1993 auch den BMW-Anteil. 1995 gehörte die Loewe Opta GmbH in Kronach zu 51,9 % der Loewe Management GbR, die zuvor den TIG-Anteil übernommen hatte, und zu 48,1 % Matsushita (Panasonic); allerdings trennte sich Matsushita schon 1997 wieder von seinen Anteilen. Die Anteile werden von der internationalen Kapitalbeteiligungsgesellschaft 3i Group plc übernommen.

### Börsengang und Neuausrichtung
Die Loewe AG wurde bei einem Emissionspreis von 18 Euro unter der Leitung von Rainer Hecker (CEO) und Burkhard Bamberger (CFO) am 7. Juli 1999 an der Börse in Frankfurt notiert. Im Jahr 2004 verzeichnete das Unternehmen eine wirtschaftliche Krise. In dieser Situation sicherte sich der japanische Elektronikkonzern Sharp im Zuge einer Kapitalerhöhung knapp 29 % der Loewe-Aktien und leistete damit einen wesentlichen Beitrag zur Sanierung; zusätzlich verzichteten die Beschäftigten auf ein volles oder halbes Monatsgehalt. Das Unternehmen erholte sich und honorierte diesen Einsatz der Mitarbeiter 2007 mit einer Sonderprämienauszahlung in Höhe von knapp drei Millionen Euro.
Loewe geriet durch verschärften Preiskampf der Branche jedoch immer stärker unter Druck. Im Jahr 2012 erlitt das Unternehmen bei einem Umsatz von 250 Millionen Euro einen Verlust von 44,5 Millionen Euro. Zum 1. März 2013 übernahm Matthias Harsch, bis dahin Geschäftsführer beim Waagen-Hersteller Bizerba, den Vorstandsvorsitz bei Loewe. Unterstützung erhielt er im Vorstand durch den Sanierungsexperten Rolf Rickmeyer. Mit dieser Besetzung sollte das defizitäre Unternehmen gerettet und eine Neupositionierung der Marke durchgesetzt werden.
Im ersten Quartal 2013 lag der Umsatz mehr als ein Drittel unter dem des Vorjahresquartals. und knapp 180 der rund 1000 Stellen wurden gestrichen.

### Insolvenzverfahren und Rettungsbemühungen
Im Juli 2013 stellte die Loewe für sich selbst und ihre Tochtergesellschaft Loewe Opta einen Antrag auf Gläubigerschutz nach dem Schutzschirmverfahren, um die Firma innerhalb von drei Monaten zu sanieren und neue Investoren zu finden. Nach der Übernahme der werthaltigen Bestandteile der Loewe AG und der Loewe Opta GmbH durch eine im Oktober 2013 in München gegründete Vermögensverwaltungsgesellschaft zum 1. April 2014 und der Umbenennung dieser Gesellschaft in Loewe Technologies GmbH sowie Verlegung ihres Sitzes nach Kronach begann erneut das operative Geschäft. Tochtergesellschaften waren in Frankreich, Italien, Belgien, den Niederlanden und Großbritannien vertreten. Als neue Produkte wurden UHD-Fernseher entwickelt. Der Umsatz von April bis Dezember 2014 belief sich auf 65,4 Millionen Euro, davon rund 54 Prozent in Deutschland. Zum 31. Dezember 2014 wurden 364 und im Februar 2017 500 Arbeiter beschäftigt, davon etwa 400 in Kronach. Loewe hatte den Ausbau der Vertriebsstruktur in Deutschland Anfang Juli 2016 abgeschlossen und neben dem Fachhandel weitere Vertriebskanäle geöffnet. Am 3. Mai 2019 gab das Unternehmen jedoch bekannt, eine Insolvenz in Eigenverwaltung angemeldet zu haben. Die Produktion wurde zum 1. Juli 2019 eingestellt, da das Insolvenzverfahren in Eigenverwaltung gescheitert war. Durch Beschluss des Amtsgerichts Coburg vom 1. Juli 2019 wurde das Insolvenzverfahren eröffnet und die Gesellschaft dadurch aufgelöst. Der Insolvenzverwalter stellte fest, dass für einen kostendeckenden Betrieb ein Umsatz von mindestens 180 Mio. EUR erforderlich wäre; tatsächlich lag der Umsatz bei nur 110 Mio. EUR im Jahr 2018. Anfang Dezember 2019 wurde die sogenannte EMS-Fertigung von Loewe, in der elektronische Bauteile für andere Firmen gebaut werden, an die im Kronacher Ortsteil Neuses ansässige Dr. Schneider Unternehmensgruppe verkauft.
Mitte Dezember 2019 wurde bekannt, dass die Loewe-Markenrechte vom zyprischen Investor Skytec gekauft wurden. Dieser benannte ein im Oktober 2019 gegründetes Unternehmen mit Sitz in Frankfurt daraufhin in Loewe Technology GmbH um und verlegte dessen Geschäftsanschrift anschließend nach Kronach.
Neben der Sparte Unterhaltungselektronik hat Loewe sein Portfolio um Kaffeevollautomaten und einen Vertrieb von Wein erweitert, der Weinkühler Loewe wine cooler wurde 2022 mit dem iF Design Award des IF Industrie Forum Design ausgezeichnet. Im September 2024 wurde bekannt, dass der französische Fußballer Kylian Mbappé bei Loewe einsteigt. Der Fußballer war bereits zuvor als Markenbotschafter für Loewe in Erscheinung getreten.

## Name und Marke
Im Laufe seiner 90-jährigen Geschichte wechselten Unternehmensname und Rechtsform mehrmals.
Die Produkte der verschiedenen Loewe-Unternehmen wurden zunächst unter der Marke Radiofrequenz vertrieben. Als Warenzeichen wurde eine Sinuslinie in einem Kreis verwendet. Unter Beibehaltung des Warenzeichens wurde 1926 die Marke Radiofrequenz durch die Marke Loewe Radio ersetzt. Mit Gründung der Radio AG D. S. Loewe wurde ab 1930 die Produktion unter der neuen Firmenbezeichnung vertrieben. 1935 ließ sich Loewe außerdem die Marke Opta schützen, unter welcher ab 1936 alle Produkte vertrieben wurden.
1940 beschloss das Unternehmen die Umbenennung der Radio AG D. S. Loewe in Löwe Radio AG, um so durch Änderung der Schreibweise von Loewe zu Löwe sowie durch Streichung der Namens-Initialen der beiden Unternehmensgründer David und Siegmund die vollzogene Arisierung auch nach außen deutlich zu machen. 1942 wird die Marke Opta Teil des Unternehmensnamens. Opta Radio AG lautete nun die Bezeichnung des Unternehmens bis 1949. Die traditionelle Sinuslinie wurde in dieser Zeit nicht mehr verwendet. Sie wurde erst nach der Rückerstattung des Unternehmens an Siegmund Loewe wieder Bestandteil der Marke Loewe Opta. Ein Augensymbol ergänzte nun das Warenzeichen.
In den 1970er- und Anfang der 1980er-Jahre durchlief das Unternehmen einen tiefgreifenden Wandel und musste sich der verstärkten Konkurrenz aus Asien stellen. Die bisherige charakteristische Wort-Bild-Marke verschwand ab 1972 zugunsten der Wortmarke Loewe in Großbuchstaben. 1982 wurde die Wortmarke Loewe, wahrscheinlich bereits unter Mitarbeit des bekannten deutsche Grafikdesigners Hubertus Carl Frey alias hace, um einen Punkt zur Wort-Bildmarke 'Loewe Punkt' ergänzt.
1985 schuf der Loewe Designer Heinz Jünger den Fernseher Art 1. Daraufhin wurde ein eigenes Corporate Design entwickelt. Zahlreiche bekannte Designer wie Hubertus Carl Frey alias hace, sowie Industriedesign-Agenturen wie Phoenix, Neumeister und Design3 arbeiteten in diesen Jahren als externe Designer für Loewe.
Durch den Siegeszug des Flachfernsehers brach 2003 bei Loewe der Umsatz mit Bildröhren-Fernsehgeräten im Premiumbereich ein. Loewe stellte daraufhin das Fernsehangebot komplett auf Flachbildschirme um. 2008 wurde Loewe mit dem Marken-Award 2008 in der Kategorie Bester Marken-Relaunch ausgezeichnet.
2020 führte Loewe die neue Marke We. by Loewe ein, die sich speziell an junge Menschen richtet.

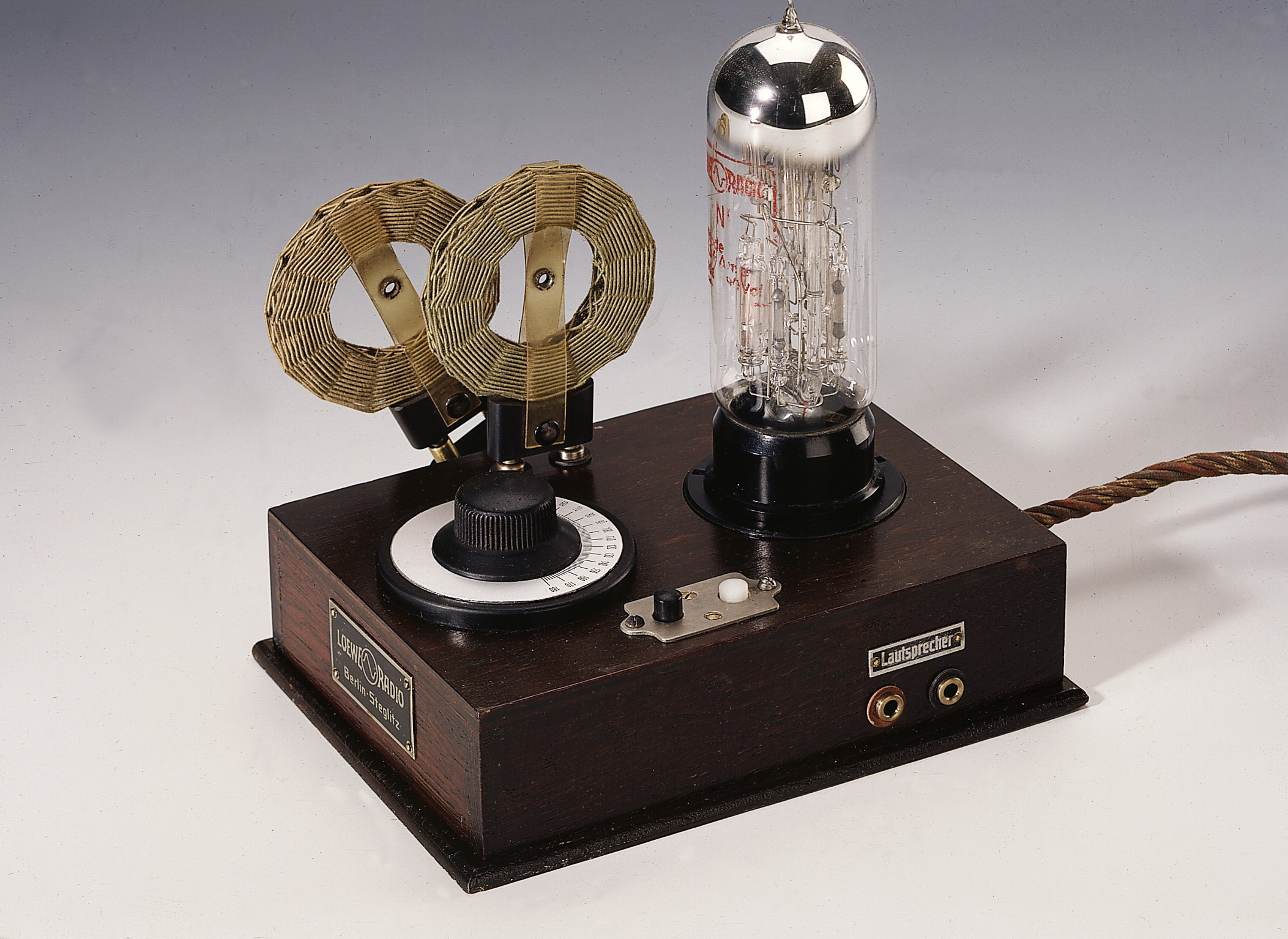
Loewe-Ortsempfänger, 1926, mit Dreifachröhre
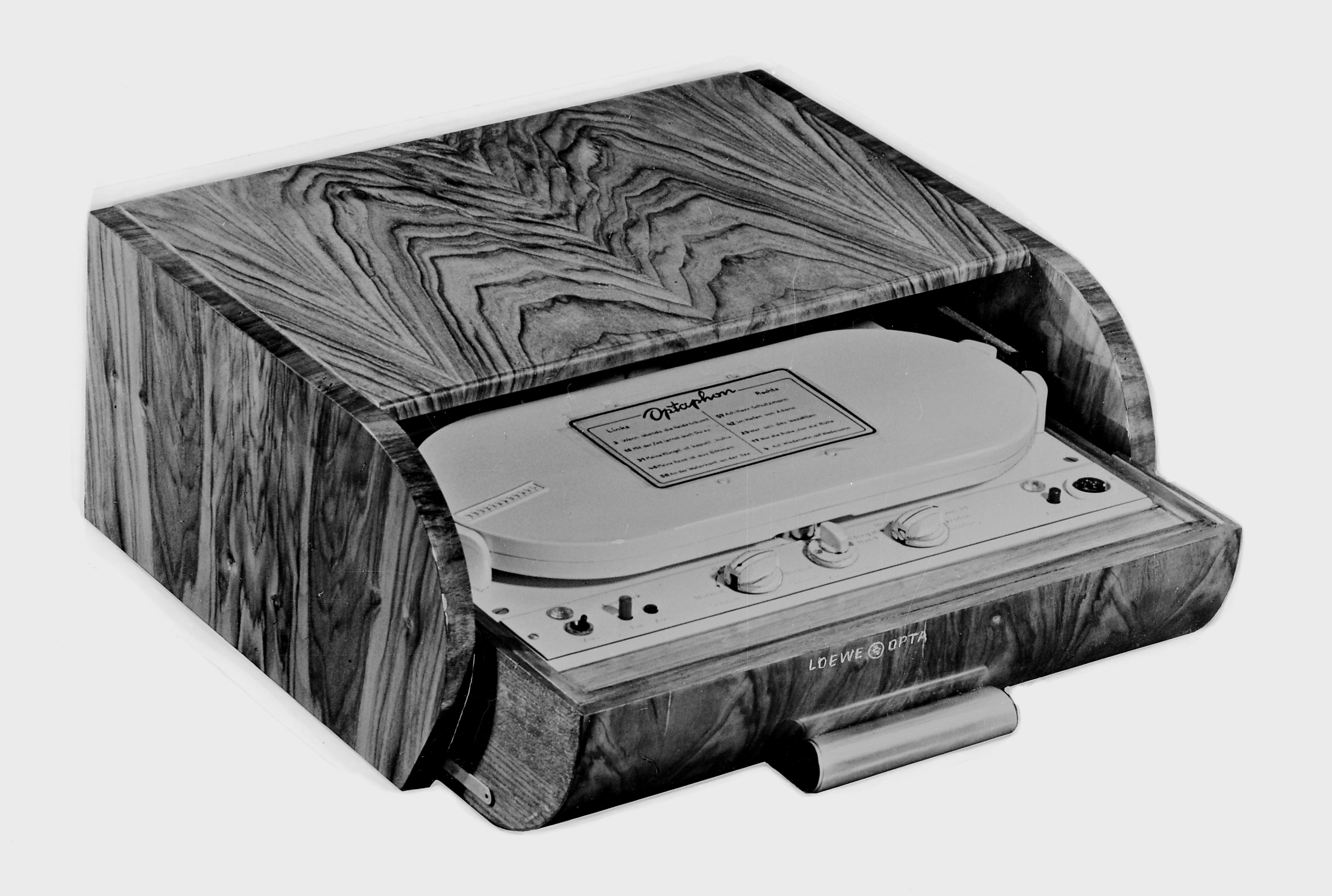
Loewe Optaphon, 1950
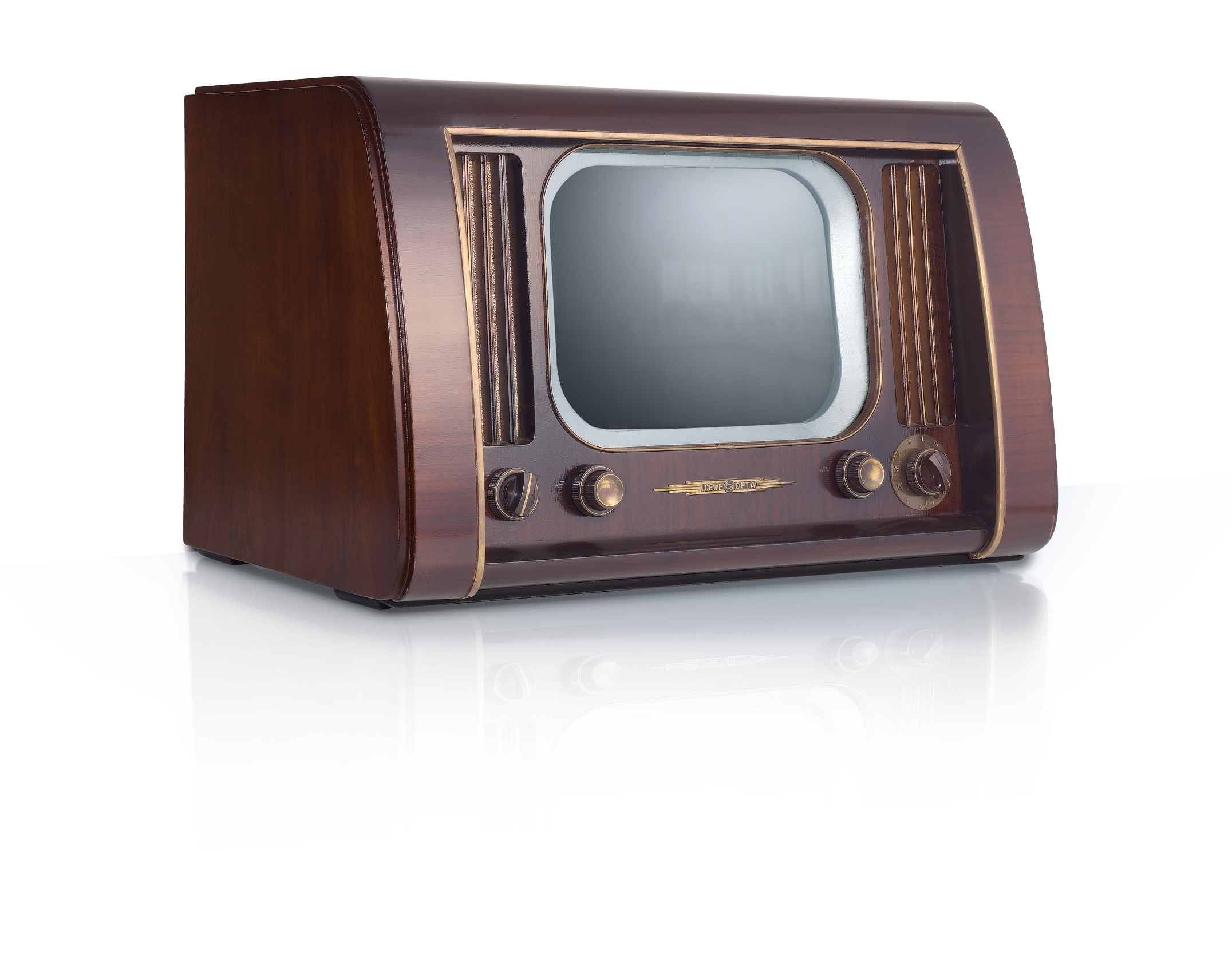
Loewe Iris, 1951
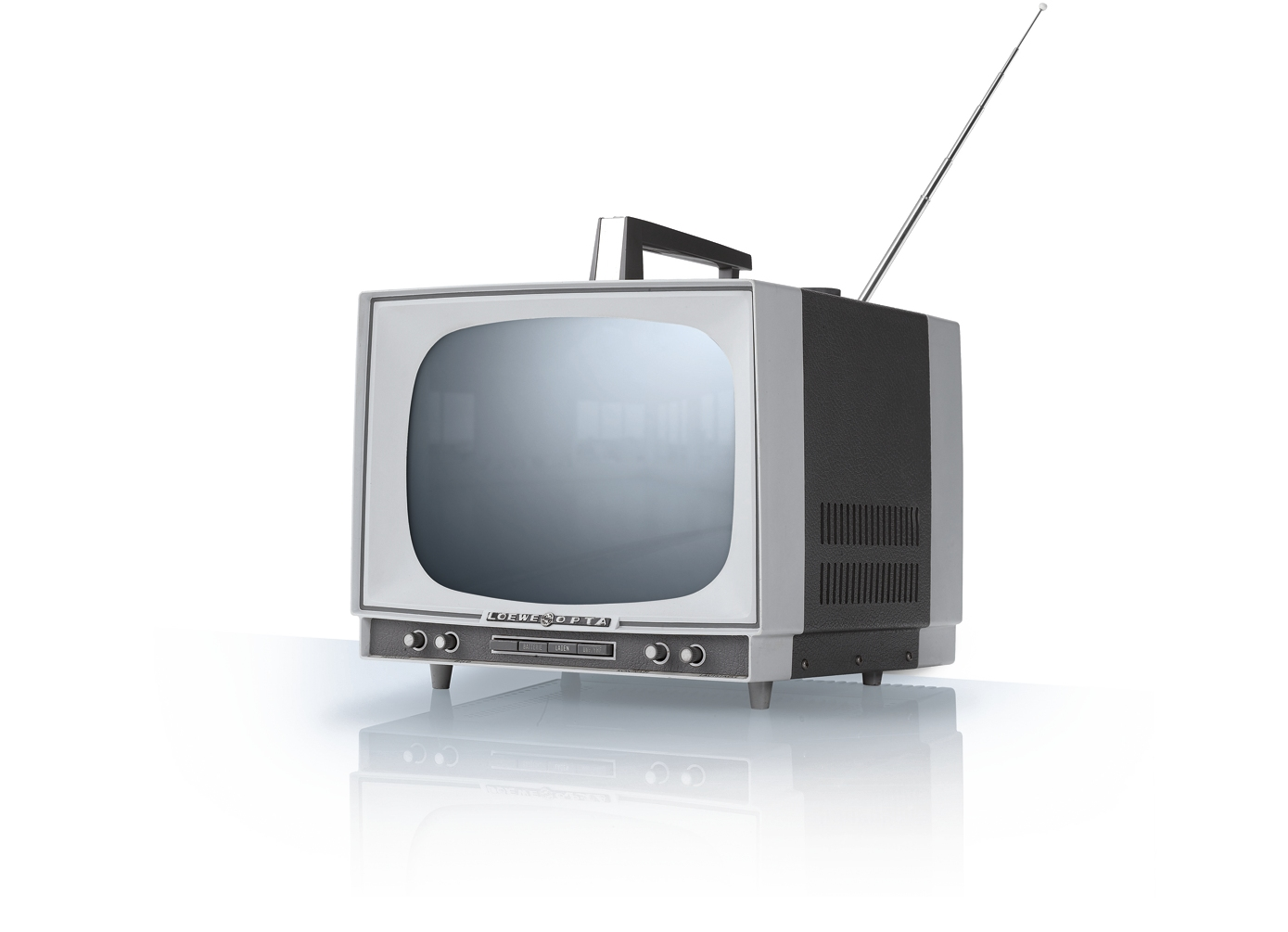
Loewe Optaport, 1963
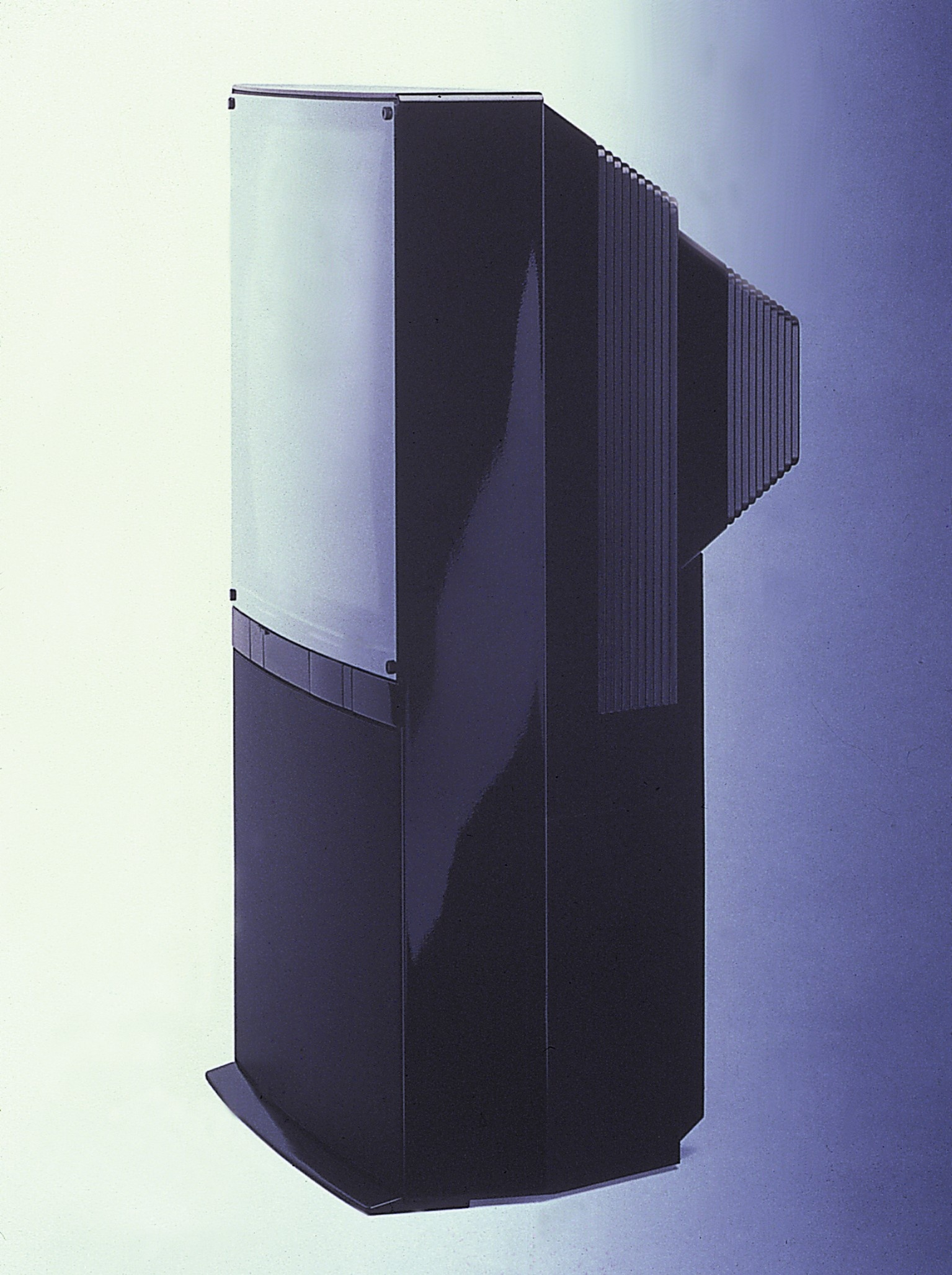
Loewe Art 1, 1985
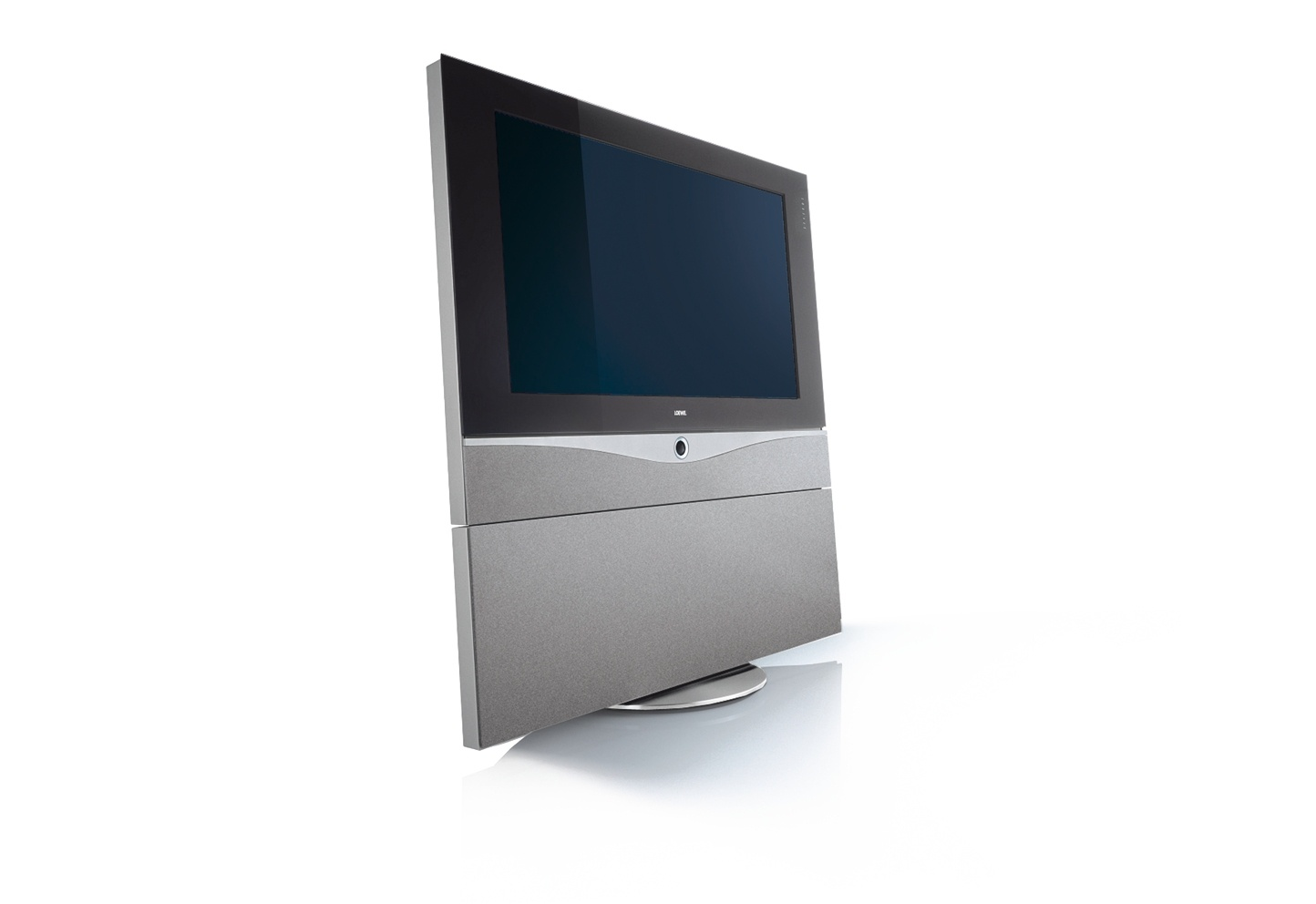
Loewe Spheros, 1998